# St. Hedwig (Gryfów Śląski)

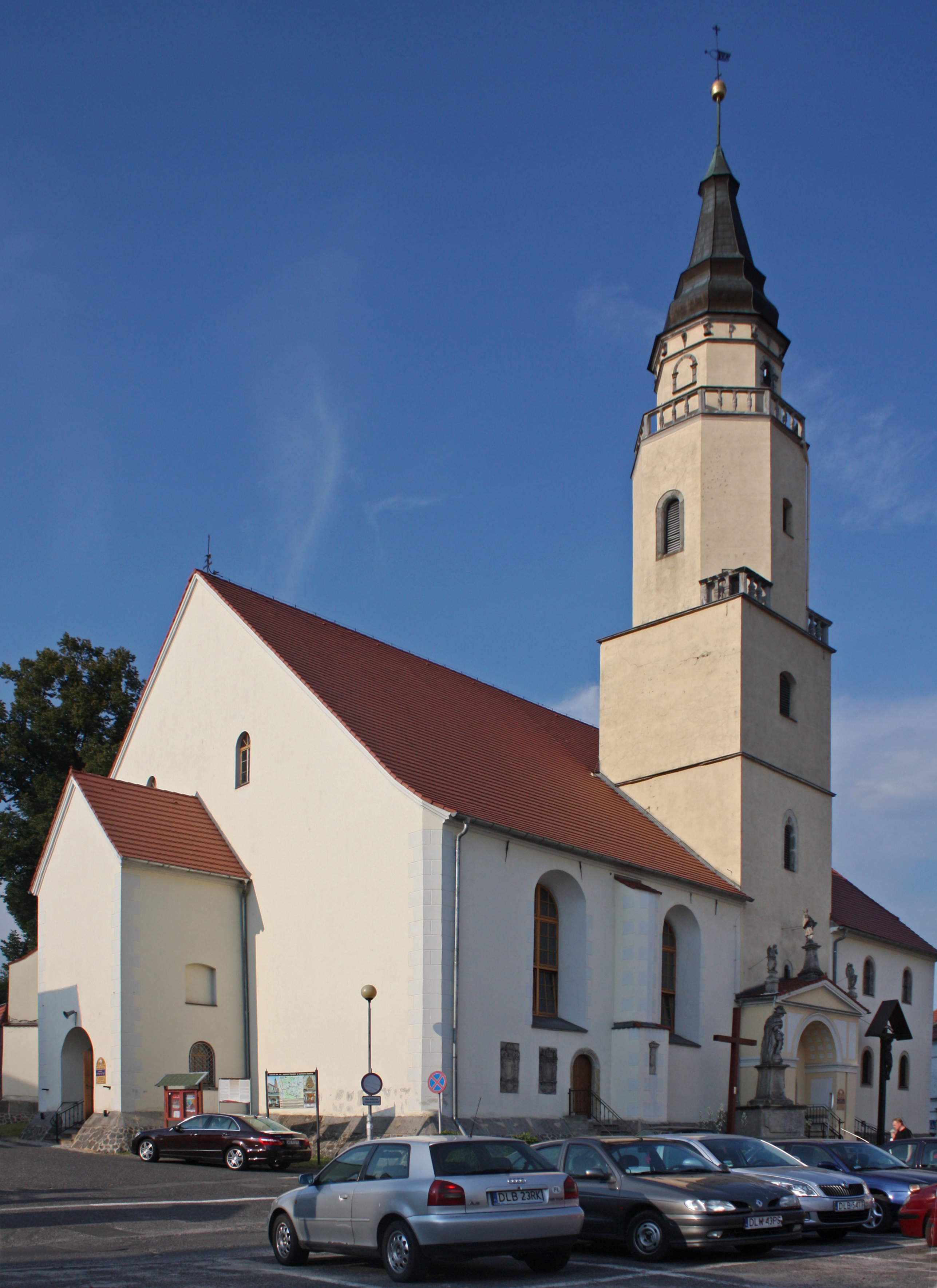
Südansicht

Die St.-Hedwigs-Kirche in Gryfów Śląski (deutsch: Greiffenberg) im Powiat Lwówecki der Woiwodschaft Niederschlesien in Polen trägt das Patrozinium der hl. Hedwig von Andechs.

## Geschichte
Die gotische dreischiffige Hallenkirche wurde Anfang des 15. Jahrhunderts aus Backstein errichtet.
Die Kirche ist eng mit dem Adelsgeschlecht Schaffgotsch verbunden, die während der Reformation protestantisch wurden. Hans Schoff ließ schon 1530 einen lutherischen Prediger aus Görlitz nach Greiffenberg kommen.
Die Kirche wurde einer umfassenden Renovierung unterzogen, wobei eine Herrschaftsloge angebaut wurde. Das Tonnengewölbe erhielt einzigartige Sgraffito-Verzierungen, die eine konkrete politische Dimension hatten, da die Schaffgotsch treu zum böhmischen Landesherrn Kaiser Ferdinand I. standen, obwohl ihre Untertanen, Martin Luther und Philipp Melanchthon folgend, auf den Apolstelweg leiten wollten. Bei einem Brand 1603 verlor die Kirche den Großteil ihrer Ausstattung. Die Wiederherstellung veranlasste Elonore von Schaffgotsch, die den neuen Hochaltar stiftete, der von Paul Mayer aus Marienberg gestaltet wurde.
Die Kirche wurde in den Jahren 1925/1926 renoviert bzw. umgebaut, wobei die Stilmerkmale der Gotik verlorengingen. Die Fenster wurden oben halbrund statt spitzbögig geschlossen, die Außenwände wurden glatt verputzt und die ursprüngliche Backsteinstruktur verborgen.
Die Kirche wurde am 25. November 1949 unter A/827/65 in das Verzeichnis der Baudenkmäler der Woiwodschaft Niederschlesien eingetragen.

## Architektur und Ausstattung

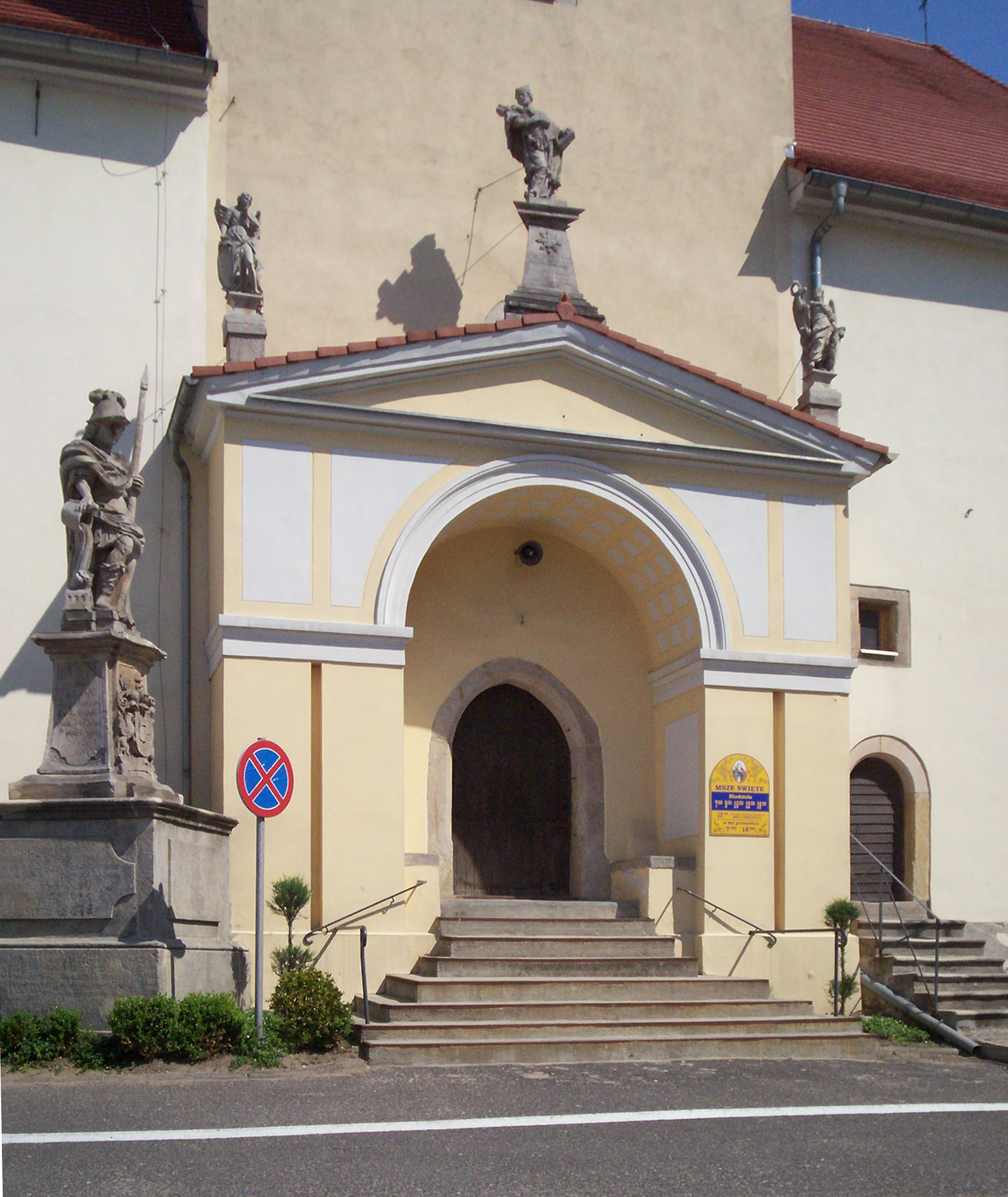
Eingangsportal

Im südlichen Seitenschiff ist ein Glockenturm eingebaut. Der Chor an der Ostseite ist rechteckig mit schräg beschnittenen Ecken und abgestuften Strebepfeilern. Das Mittelschiff trägt ein Tonnengewölbe, die Seitenschiffe Netzgewölbe, der Chor ein Kreuzrippengewölbe. Das Gewölbe des Mittelschiffes ist mit Sgraffitoputz geschmückt.
Die Sgraffito-Verzierung ist aus biblischen Szenen und Gestalten, Ornamenten und Wappen zusammengefügt. Sie bedeckt die gesamte Fläche der Gewölbetonne, das Innere der Stichkappen und Wandfelder der Auswölbung. Eine Wort-Bild-Botschaft mit der Darstellung des Jüngsten Gerichts im Osten und der Kreuzigungsszene im Osten. Schlusstein dieser wohl von Philipp Melanchthon inspirierten Gestaltung ist das Familienwappen und die deutsche Inschrift „HANS SCHOF GENAND AUF KINAST UN GREIFFENSTEIN“.
Der Hochaltar von 1606 in Form eines Altarschreins trägt Symbole der Geduld, Klugheit, Hoffnung, Gerechtigkeit und Tapferkeit. Im geschlossenen Zustand erinnert er an eine Monstranz.
Zur Ausstattung gehören zwei Seitenaltäre, eine reich geschmückte Kanzel mit einem Schalldeckel und ein steinernes Taufbecken.
Die um 1585 angelegte Grabkapelle des Adelsgeschlechts Schaffgotsch enthält ein bedeutendes Sandsteinepitaph mit Familienangehörigen.
Der Turm bildet den Haupteingang zur Kirche. Auf dem zweistöckigen quadratischen Sockel erhebt sich ein ebenfalls zweistöckiger achteckiger Tambour mit Geländern, von einer schlanken Zwiebelhaube gekrönt.

## Grabkapelle
Hans von Schaffgotsch ließ auch eine Familien-Grabkapelle an die Kirche anbauen. Hier nimmt ein Wandgrabmal die gesamte Ostseite in Anspruch. In lebensgroßen, fast vollplastischen Figuren wird an folgende Personen gedacht: Hans und seine Frau Magdalena, gestorben 1584 bzw. 1585, Söhne Hans Ulrich und Gitthard, und Schwiegersohn Christoph. Davor knien fünf im Säuglingsalter verstorbene Kinder. Hierbei wurden auch totgeborene Kinder verewigt, was im katholischen Bereich damals undenkbar war.
Die Gestalten der Verstorbenen sind in eine Darstellung des Lebens Jesu eingefügt. Zwei Reihen bilden Flachreliefs. Über den Figuren befindet sich die Inschrift:
„ICH WEIS DASS MEIN ERLÖSER LEBET, DER WIRD MICH HERNACH AUS DER ERDEN AUFFERWECKEN. UND ICH WERDE IN MEINEM FLEISCH GOT SEHEN. (Ijob 19,25-26) LEBEN WIR, SO LEBEN WIR DEM HERREN, STERBEN WIR SI STERBEN WIR DEM HERRN. WIR LEBEN ODER STERBEN, SO SIND WIR DES HERREN (Rom 14,8) CHRISTUS IST MEIN LEBEN, STERBEN ist MEIN GEWIN“ (Phil 1,21)

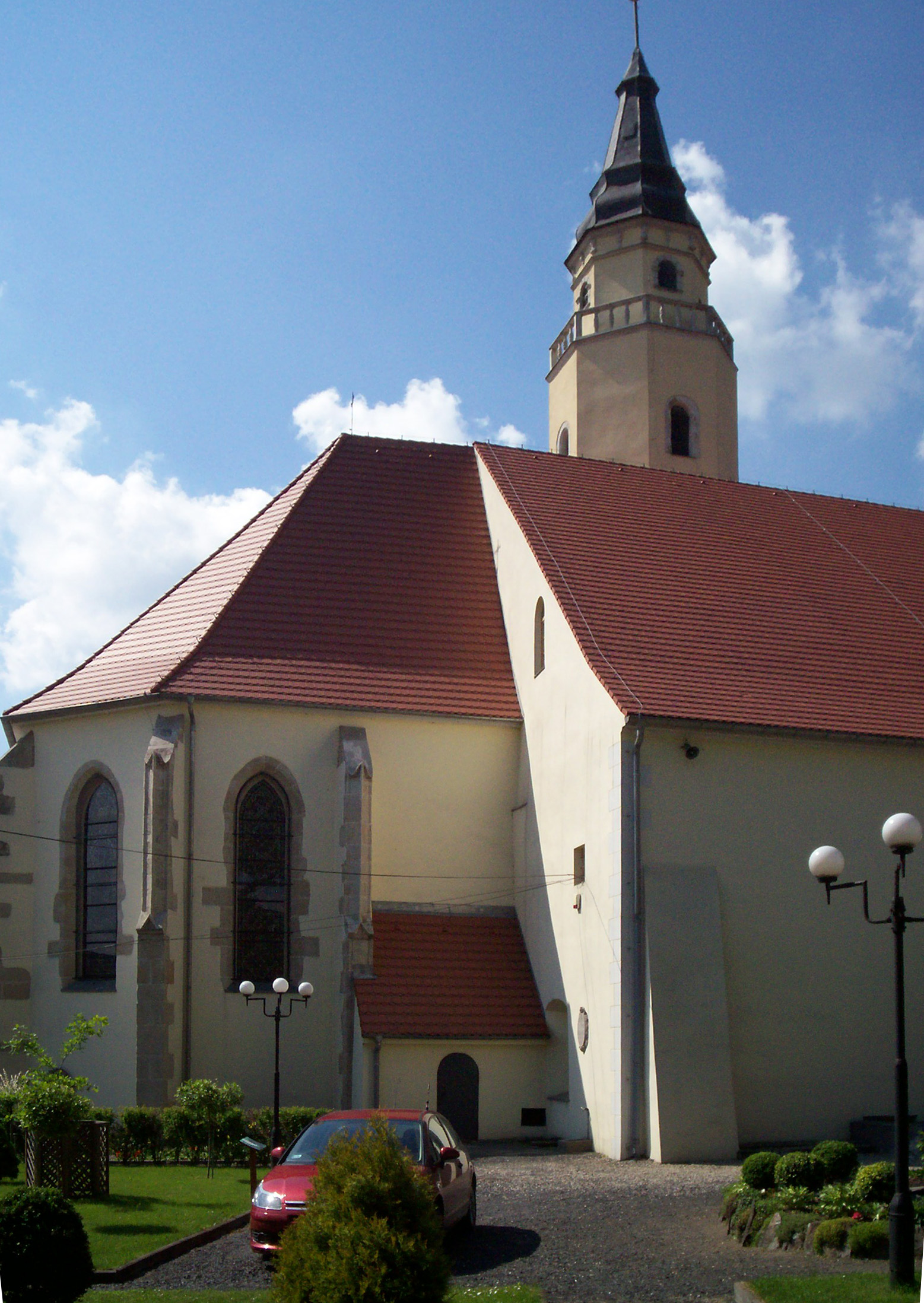
Nordansicht (Chor)
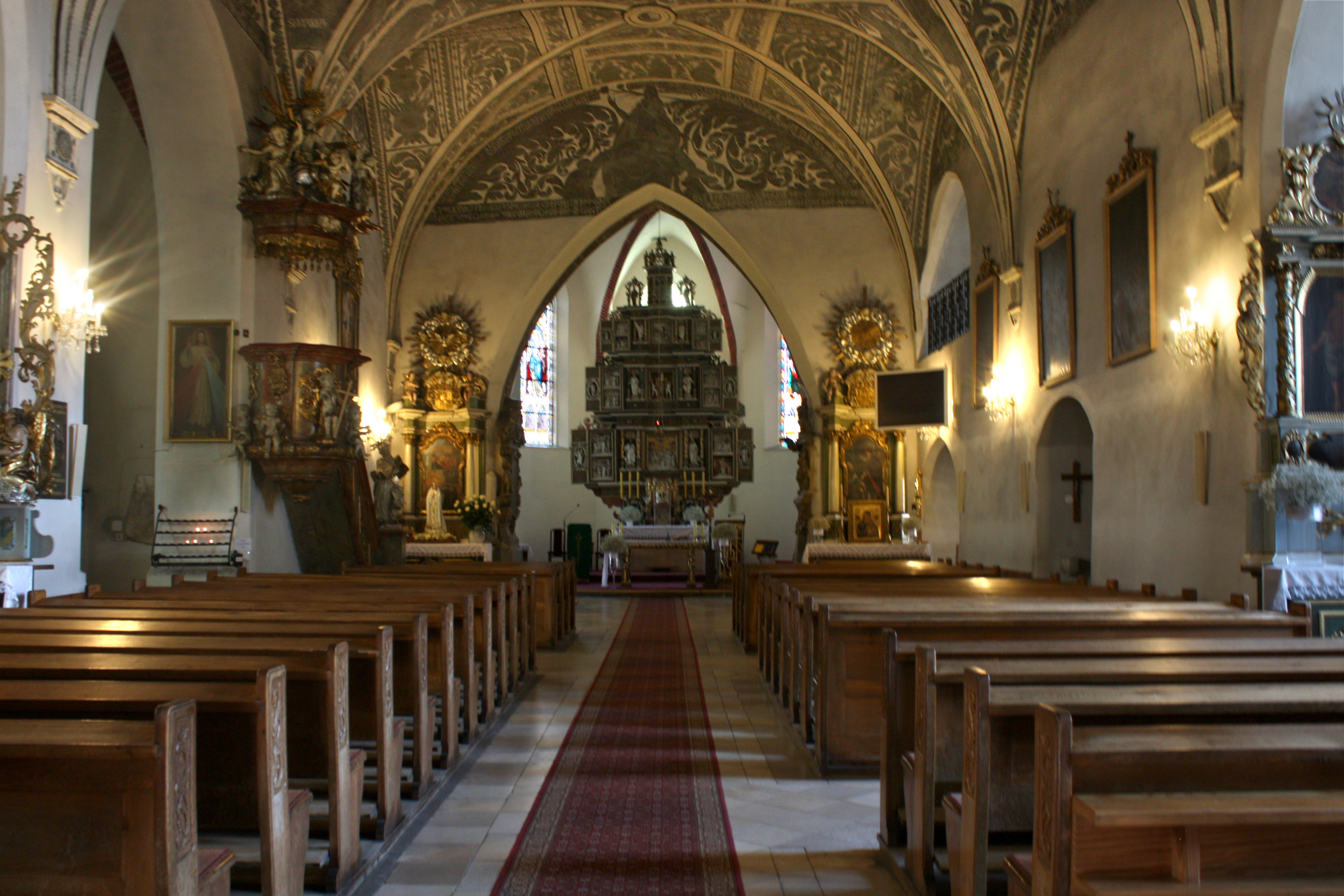
Innenraum
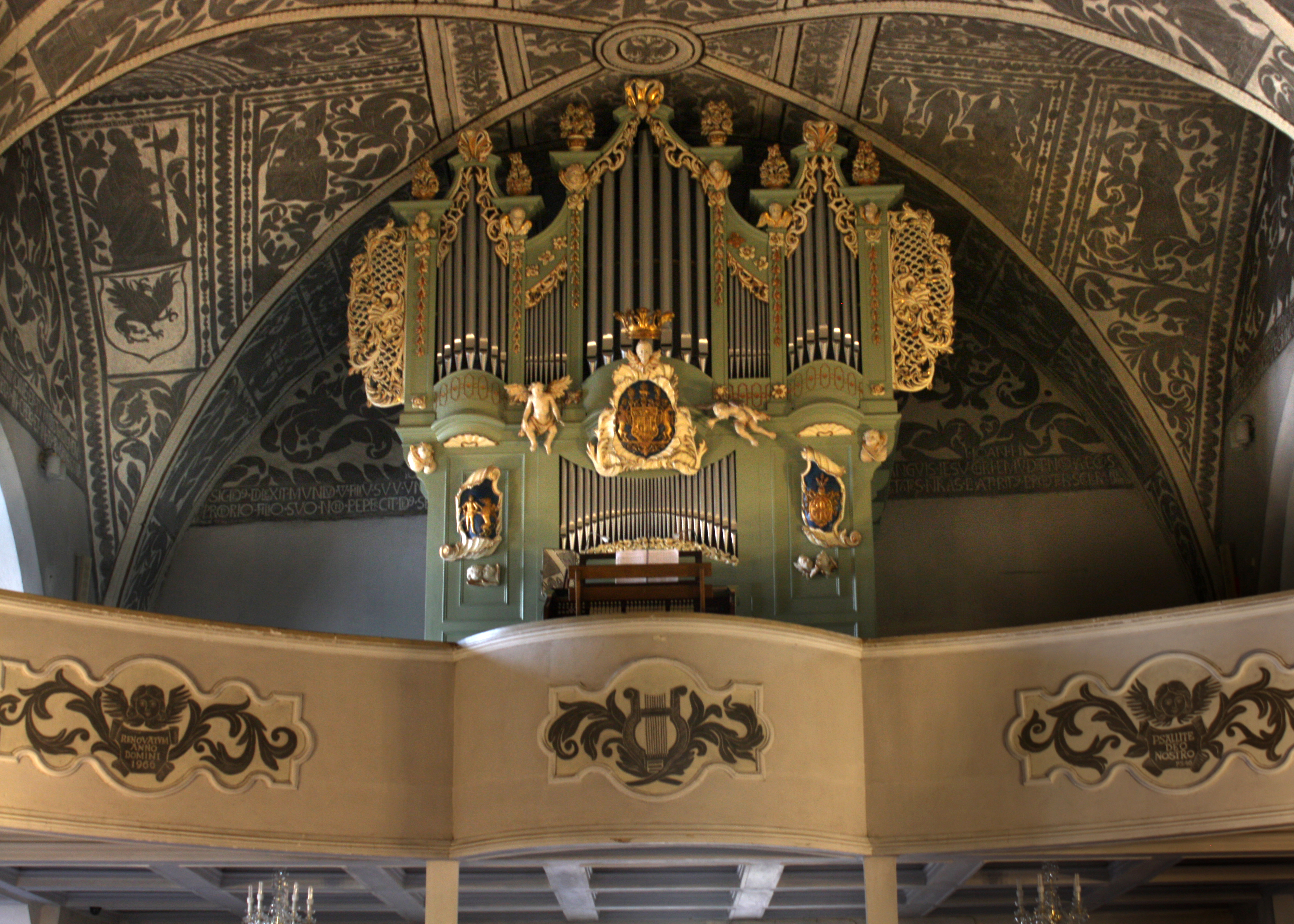
Orgelprospekt
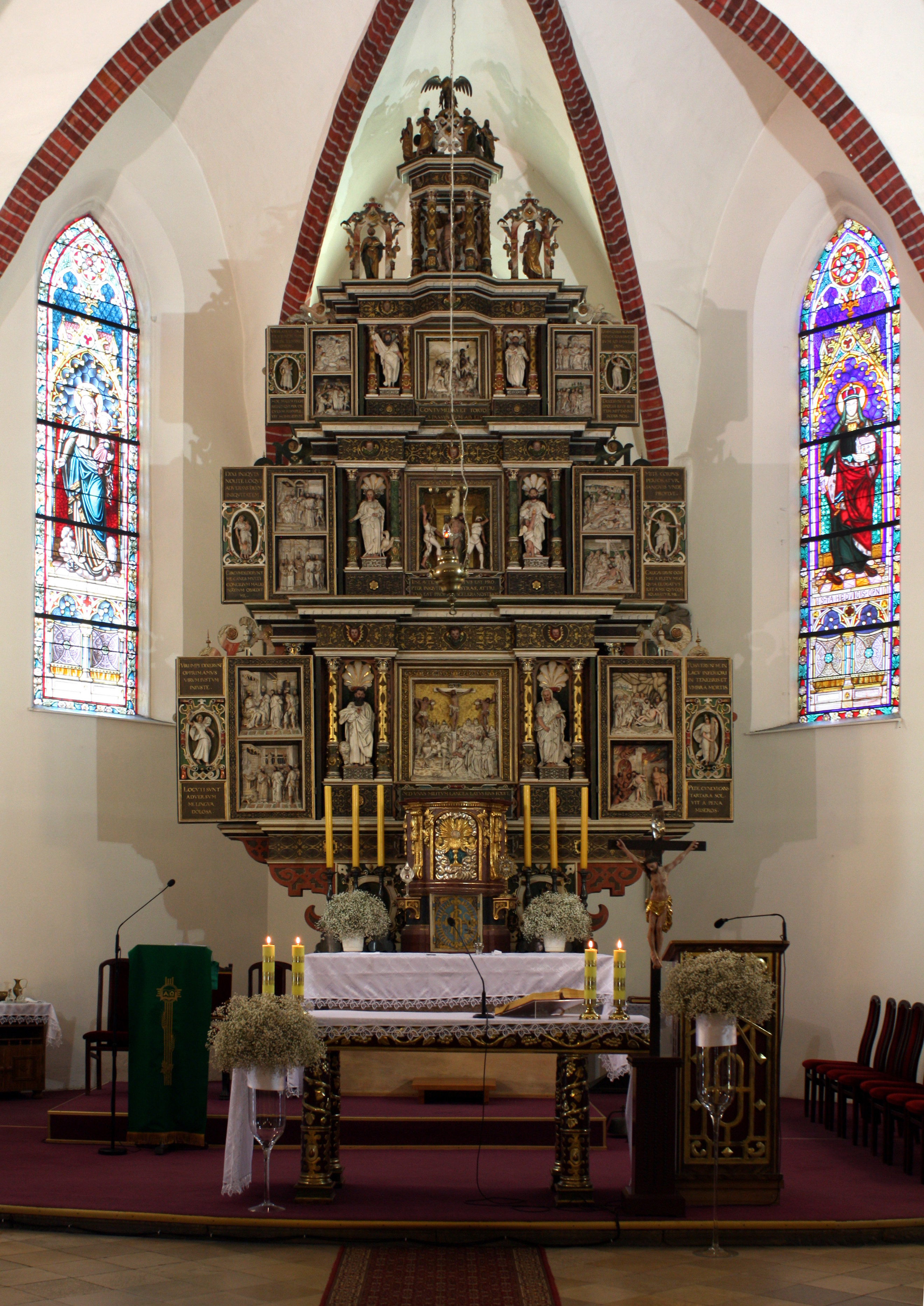
Hochaltar geöffnet
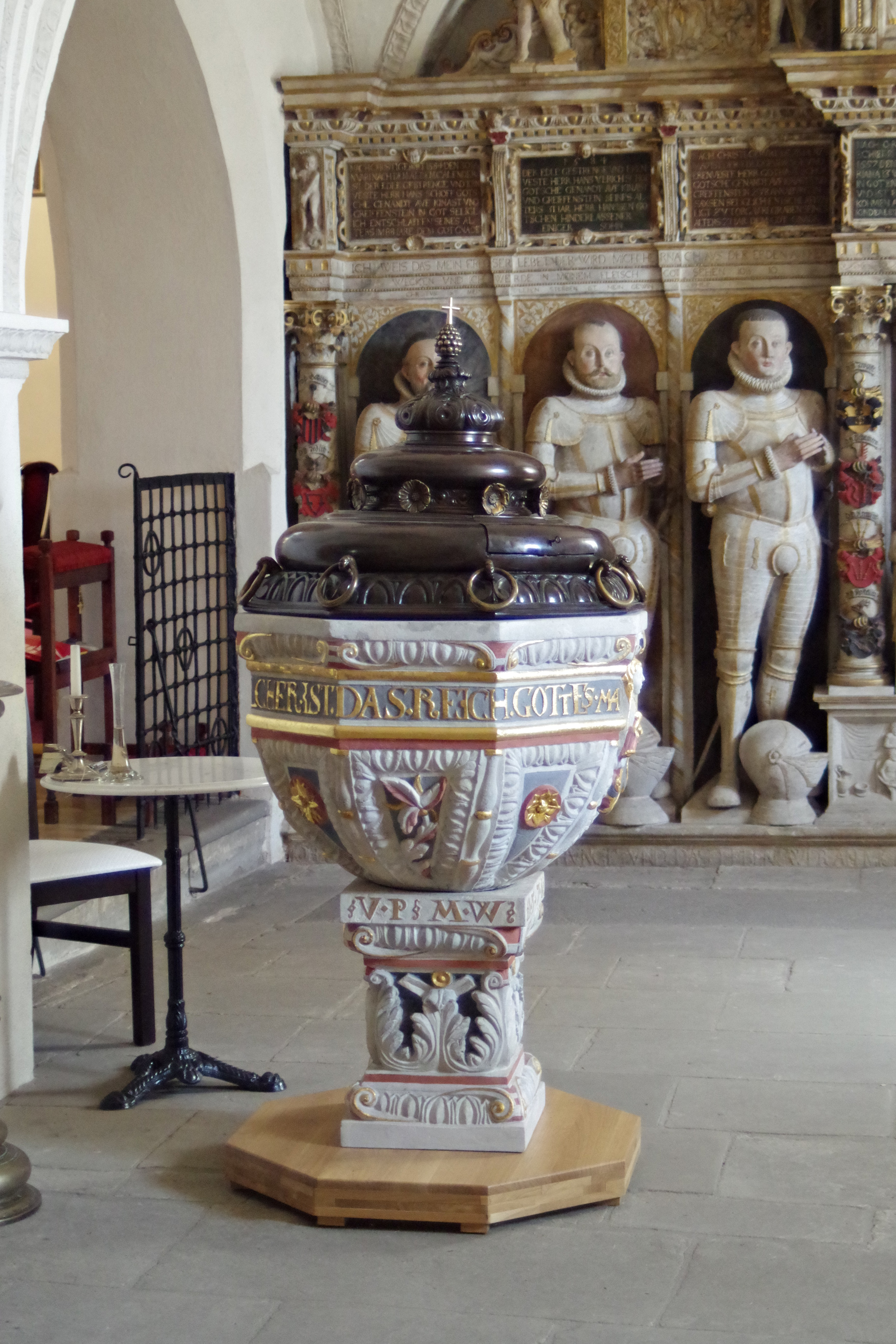
Taufbecken
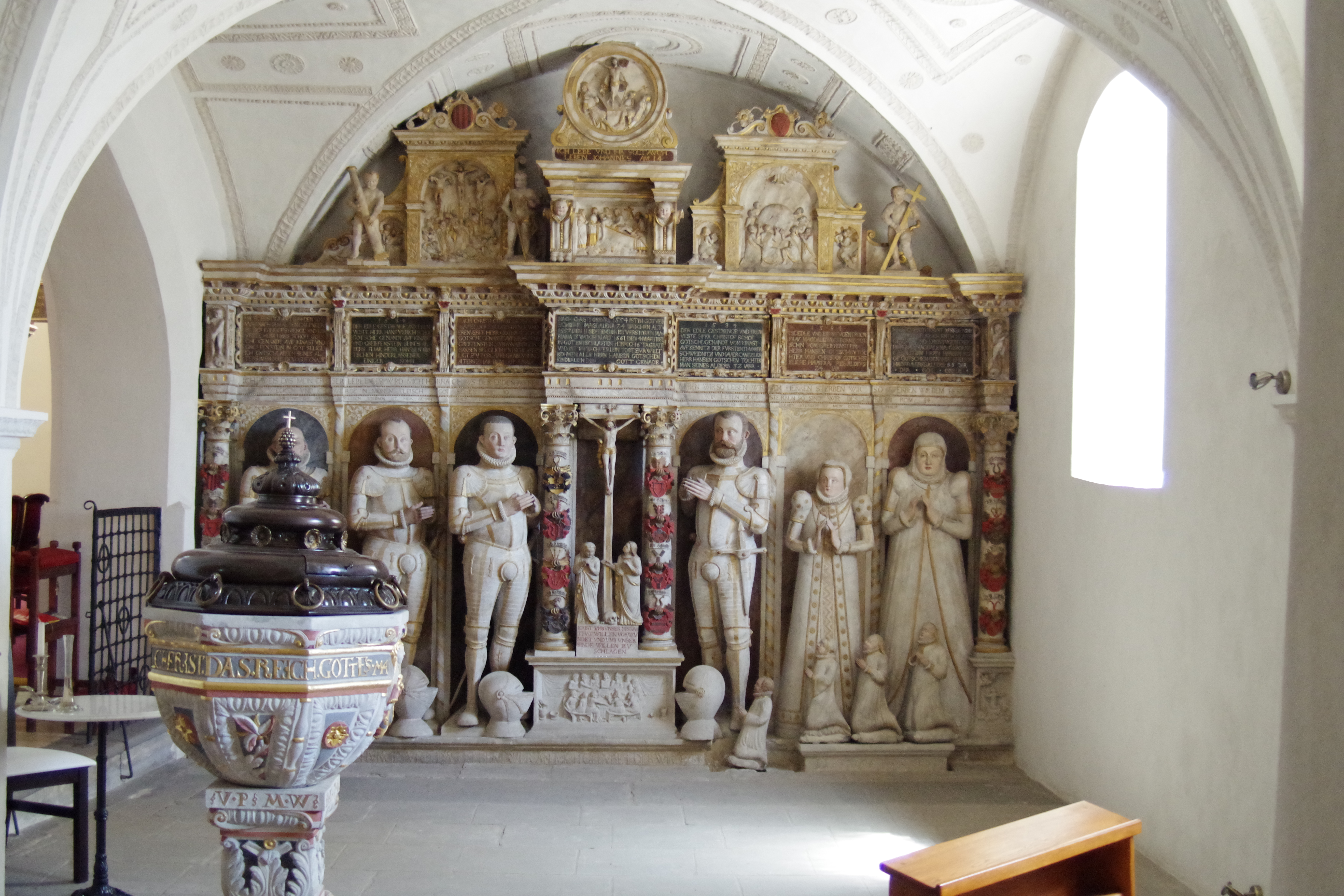
Grabmal der Familie Schaffgotsch